# محمد شریفیان

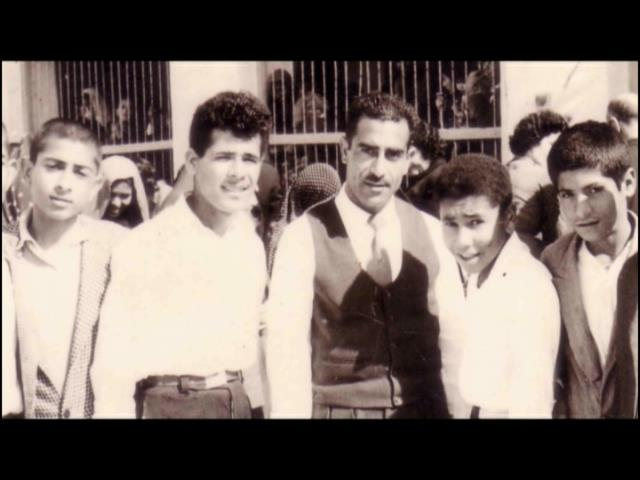
محمد شریفیان در کنار دوستدارن خود

محمد شریفیان در کنار جمعی از دوستدارن خود

محمد شریفیان (زادهٔ ۱۳۰۳، بوشهر و درگذشتهٔ ۲۰ بهمن ۱۳۵۰، بوشهر) شاعر، آهنگ‌ساز، نوحه‌خوان و یکی از چهره‌های اصیل موسیقی استان بوشهر است. وی شاگردانی چون جهانبخش کردی‌زاده که از معروفترین و خوش صداترین نوحه‌خوانان بوشهر بوده‌است را تربیت کرد.

## زندگی‌نامه
محمد شریفیان در سال ۱۳۰۳ هجری شمسی در محله صلح آباد بوشهر به دنیا آمد. موسیقی و آئین‌های مذهبی در خانواده او بسیار مورد توجه بود و مادرش «شهربانو» که روضه‌خوان بوده‌است، جزو یکی از نوحه‌خوان‌های مطرح مراسم زنانه بوشهر محسوب می‌شد. شریفیان از همان دوران کودکی به موسیقی دیار خود علاقه‌مند شد و با دقت زیاد سعی در فراگیری آن نمود و سرانجام با پشتکار و استعدادی که در این زمینه از خود نشان می‌داد، در ردیف بهترین نوحه‌خوان‌های بوشهر قرار گرفت. وی به دلیل نوحه‌سرایی و نواسازی در موسیقی مذهبی و نیز تسلط و بداهه‌خوانی در مراسم سینه‌زنی نزد مردم شهرت فراوانی داشت. تسلط او در مراسم سینه‌زنی هنوز در خاطره مردم این مرز و بوم می‌درخشد. وی پس از آنکه در مسجد شنبدی به نوحه‌خوانی پرداخت، به کوشش یکی از اهالی محله شنبدی، در دایره کارپردازی اداره کل آموزش پرورش استان بوشهر مشغول به کار شد.

## فعالیت
شریفیان با آهنگ‌های رایج زمان خود آشنایی کامل داشت و در بعضی موارد آن‌ها را با شعری که خود می‌سرود انطباق می‌داد و آن را چنان با حزن و اندوه اجرا می‌کرد که ماهیت اصلی آهنگ برای شنونده قابل تشخیص نبود. با این وجود هم‌اکنون تعداد قابل توجهی از نوحه‌های بوشهر که در مراسم سینه‌زنی خوانده می‌شود از آثار او می‌باشد و شعر و آهنگ حزین آن‌ها در نوحه‌خوانی هنوز برای دوستدارانش تازگی دارد و گیراتر از هر شعر و آهنگ جدیدی جلوه‌گری می‌کند. گفتنی است که شریفیان، پیش از نوحه‌خوانی، نوازندهٔ سازه‌هایی مانند: نی‌جفتی، فلوت و ضرب بود و در خیام‌خوانی نیز چیره‌دست بوده‌است. شریفیان با بیشتر مراسم و آیین‌های بوشهر آشنایی کامل داشته و مراسم شام‌غریبان، صبحدم، بیت‌خوانی، پامنبری، ذکر و حتی شبیه‌خوانی زین العابدین را به خوبی اجرا می‌نموده‌است. او در شروه‌خوانی نیز یکی از بهترین شیوه‌ها را درا بوده و افسون آهنگ شروه‌اش تا هنوز نیز مورد تقلید و نوجه شروه‌خوانان بوشهری می‌باشد.

### نوحه خوانی
شریفیان علاوه بر استفاده از تجربه‌های نوحه‌خوانان گذشته و پیشکسوتهایی نظیر ناخدا عباس دریانورد؛ تا حدی زیاد، نوحه‌خوانی خود را مدیون مادرش «شهربانو» می‌دانست. او پاره ای اوقات نیز در مراسم مذهبی چون شام غریبان همراه با مادرش به طرز ویژه ای به نوحه‌خوانی و نواختن فلوت می‌پرداخت. او هرگز مایل نبود که علاقه‌مندان از اندوخته‌ها و یافته‌های هنری‌اش بی‌بهره بمانند. جهانبخش کردی‌زاده معروف به «بخشی» که از معروف‌ترین و خوش صداترین نوحه‌خوانان بوشهر بوده‌است از تجربه و شیوه استاد خود محمد شریفیان، که رابطهٔ خویشاوندی نزدیکی با او داشت نهایت استفاده را بردهاست و در واقع می‌توان گفت که او یکی از بهترین استادهای جهانبخش کردی زاده بوده‌است.

### آهنگسازی
پیرامون تکنیک آهنگسازی محمد شریفیان در آفریدن نوحه‌های مذهبی، اظهار نظر دوتن از موسیقیدانان و محققان نامی عرصهٔ موسیقی، یوزف کوکرتز موسیقی‌دان شهیر آلمانی و محمد تقی مسعودیه محقق و موسیقی‌شناس بزرگ ایرانی شایان تأمل می‌باشد. آن دو پس از آوانویسی یکی از آثار محمد شریفیان (نوحهٔ: به دشت کربلا) چنین نوشته‌اند: «در بسیاری از موارد قدرت بیان و توانایی آهنگساز در ایجاد نظم خارق‌العاده به نظر می‌رسد. می‌توان اذعان کرد که او تحت تأثیر موسیقی محلی، آگاهانه نمونه‌های ملودی خود را به نحوی خلق کرده‌است که بتواند با مضامین اشعار انطباق یابد و احساسات و علائق مذهبی شرکت کنندگان را ضمن اجرای مراسم تجدید کند. بررسی آوازهای بعدی او نشان خواهد داد که چگونه می‌توان بر اساس این هدف، موسیقی محمد شریفیان را بعنوان موسیقی «هنری محلی» وانمود».

### نمونه اشعار
نوحهٔ به دشت کربلا:
| به دشت کربلا لیلای محزون                           |  | به گفتا به صد افغان |
| علی اکبر جوان تاجدارم                              |  | دمی کن ترک میدان    |
| بیا ای ماه کنعان، مرو در چنگ گرگان، دل لیلا مسوزان |  |                     |
| «شریفیان» چر از بهر اکبر                           |  | ز دیده خون نباری    |
| گمانم از دل لیلای محزون                            |  | خبر هرگز نداری      |
| بیا ای ماه کنعان، مرو در چنگ گرگان، دل لیلا مسوزان |  |                     |

در وصف شهادت علی بن موسی الرضا :
| ایها الناس شما را به حق خون رضا  |  | لحظه ای گوش نمایید در این بزم عزا |
| تا بگویم به شما از اثر زهر جفا   |  | با ابا صلت چه می‌گفت غریب الغربا   |
| ای ابا صلت بیا ساعتی اندر بر من  |  | از ره مهر و وفا باش دمی یاور برمن |
| فرش برچین بیا جمع کن این بستر من |  | تا غریبانه دهم جان چو شه کرببلا   |
|                                  |  |                                   |

شعری در سوگ ناخدا عباس دریانورد، شاعر و ناخدای ایرانی:
| تو ای دریانورد آخر به زیر گِل وطن کردی   |  | ز هجرت دوستانت را به سختی در محن کردی  |
| تو بودی ذاکر شاه شهیدان زادهٔ زهرا       |  | همیشه یادی از مظلوم بی غسل و کفن کردی  |
| پریدی زین قفس بیرون مثال مرغ خوش الحان  |  | بهار آمد عزیز من مگر میل چمن کردی      |
| تو بودی ناخدا و هم سخن با هر که در کشور |  | بگو ای آشنا با ما چرا قطع سخن کردی     |
| شدی پنهان به زیر خاک اما از فراق تو     |  | دل فرزند و یارانت پر از درد و محن کردی |
| تو رفتی ناخدا آسوده گشتی از غم دنیا     |  | دل بوشهریان از مرگ خود بیت الحزن کردی  |
| «شریفیان» بگوید تسلیت بر جملهٔ یاران     |  | چرا که ذاکری بهر شه دین و زمن کردی     |

## شریفیان از نگاه دیگران
- منوچهر آتشی از شاعران معاصر و صاحب‌نظران بوشهر دربارهٔ محمد شریفیان چنین می‌گوید: در سال‌هایی که مسئول امور تربیتی بوشهر بودم و بچه‌ها را در زمینه تئاتر و موسیقی تشویق می‌کردم، محمد شریفیان را تقریباً هر شب می‌دیدم. وقتی تمرین تمام می‌شد خودمان خلوت می‌کردیم و ایشان با صدای گرم و گیرای خود ما را مسحور می‌کرد. محمد رفیق صمیمی من بود.[۱]
- حسن زنگنه روزنامه‌نگار و مترجم بوشهری دربارهٔ او می‌گوید: محمد شریفیان عشق و علاقه به موسیقی مذهبی و نوحه خوانی را از مادرش «شهربانو» به ارث برده بود. در موقع اجرای مراسم شام غریبان در صلح آباد او و مادرش بطور دلنشینی با همکاری یکدیگر به اجرای برنامه می‌پرداختند.[۱]
- احمد خسرویان از نوحه‌سرایان قدیمی بوشهر می‌گوید: او در موسیقی بوشهر همه فن حریف بود. هیچگاه در محفلی و مراسمی کم نمی‌آورد و همیشه یک چیز برای اجرا داشت.[۱]

## درگذشت
شریفیان حاضر نبود تحت هیچ شرایطی، عزاداری اهل بیت را ترک کند؛ به همین علت نیز بدون اعتنا به تذکر پزشکان- که فشار نوحه خوانی و استرس آن را برای قلب و مغز او مضر می‌دانستند- او از قید سلامت خود گذشت و سرانجام در سال ۱۳۴۱ هـ. ش در شب ۱۳ محرم پس از نوحه خوانی در سه محلهٔ مهم بوشهر (صلح آباد، زیارتی‌ها و شنبدی‌ها) در آخرین و چهارمین اجرای خود (محله ریشهر) که تا ساعت ۵/۴ صبح ادامه داشت؛ دچار حمله شدید قلبی و جسمی شد که در نهایت به سکته مغزی انجامید. ۹ سال بعد این حادثه در حالی که سکته دوم به صورت خفیف به سراغش آمده بود نوحه‌سرایی کرده شعر سرود و آهنگ ساخت، تا اینکه سرانجام در روز ۲۰ بهمن سال ۱۳۵۰ عمر خود را به موسیقی بوشهر هدیه کرد و غریبانه جسد پاک او را از صلح آباد تا بهشت صادق تشییع کردند.